# Emanuel Bronner
Emanuel Theodore Bronner, né le 1er février 1908 et mort le 7 mars 1997 est un chimiste et entrepreneur américain, fabricant de savon de la marque Dr Bronner's Magic Soaps,.

## Biographie
Il utilisait ses étiquettes de produits pour promouvoir ses idées morales et religieuses.
Son savon de base portait la mention "savon de Castille".

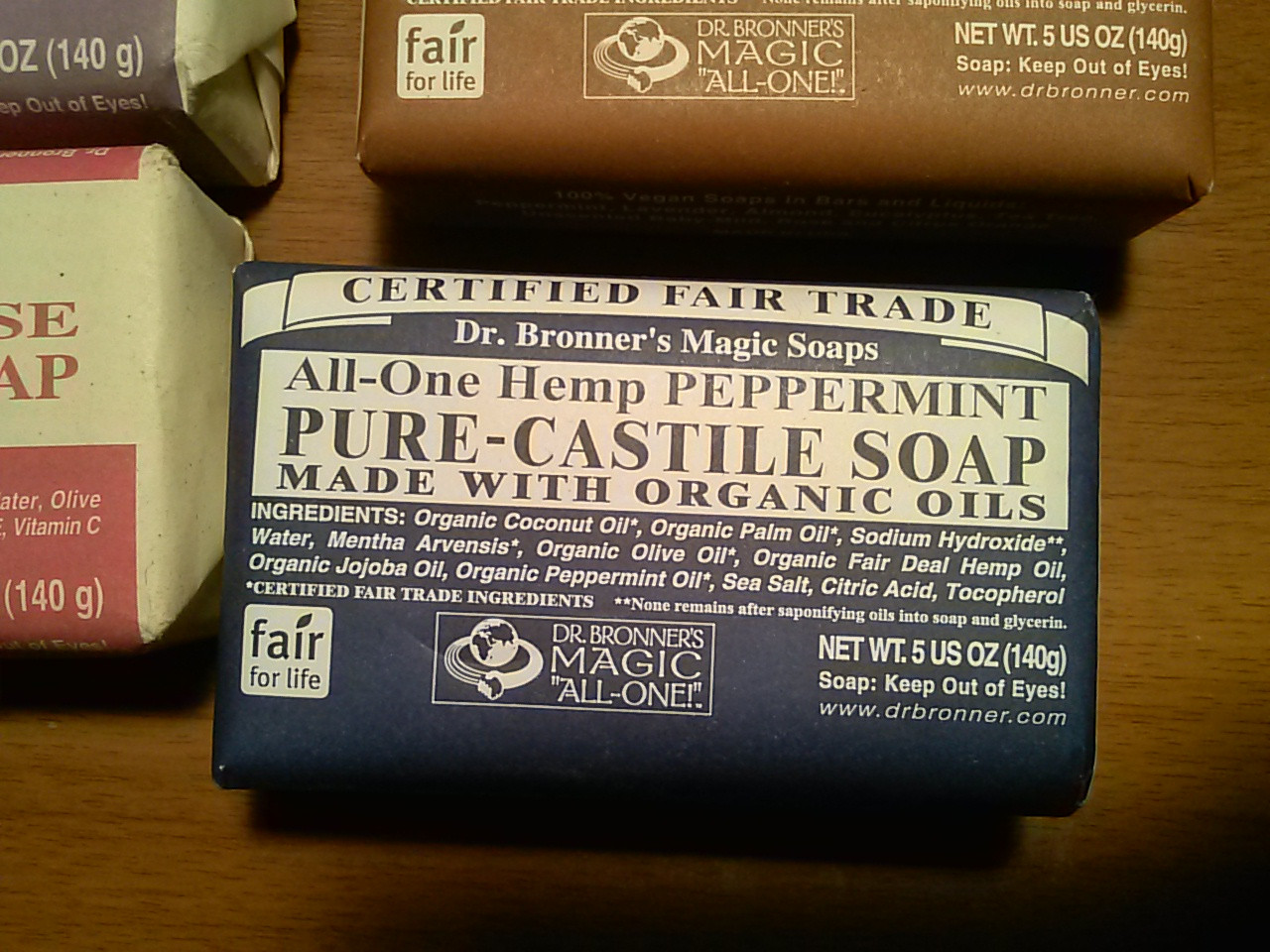
Le savon de Casille

## Galerie d'images

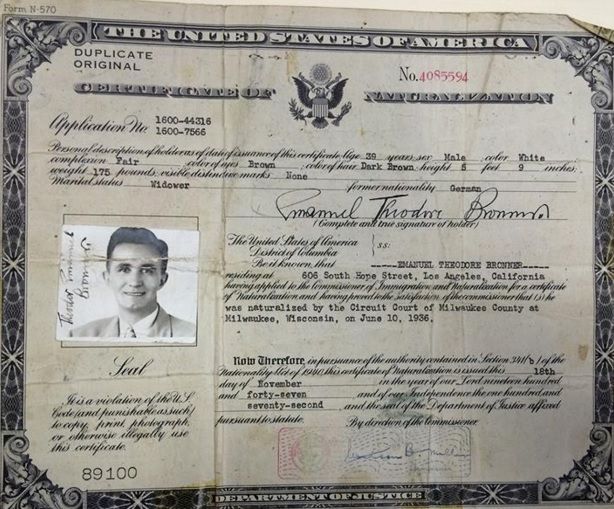
Certificat de naturalisation de Bronner, 1936
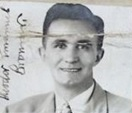
Portrait
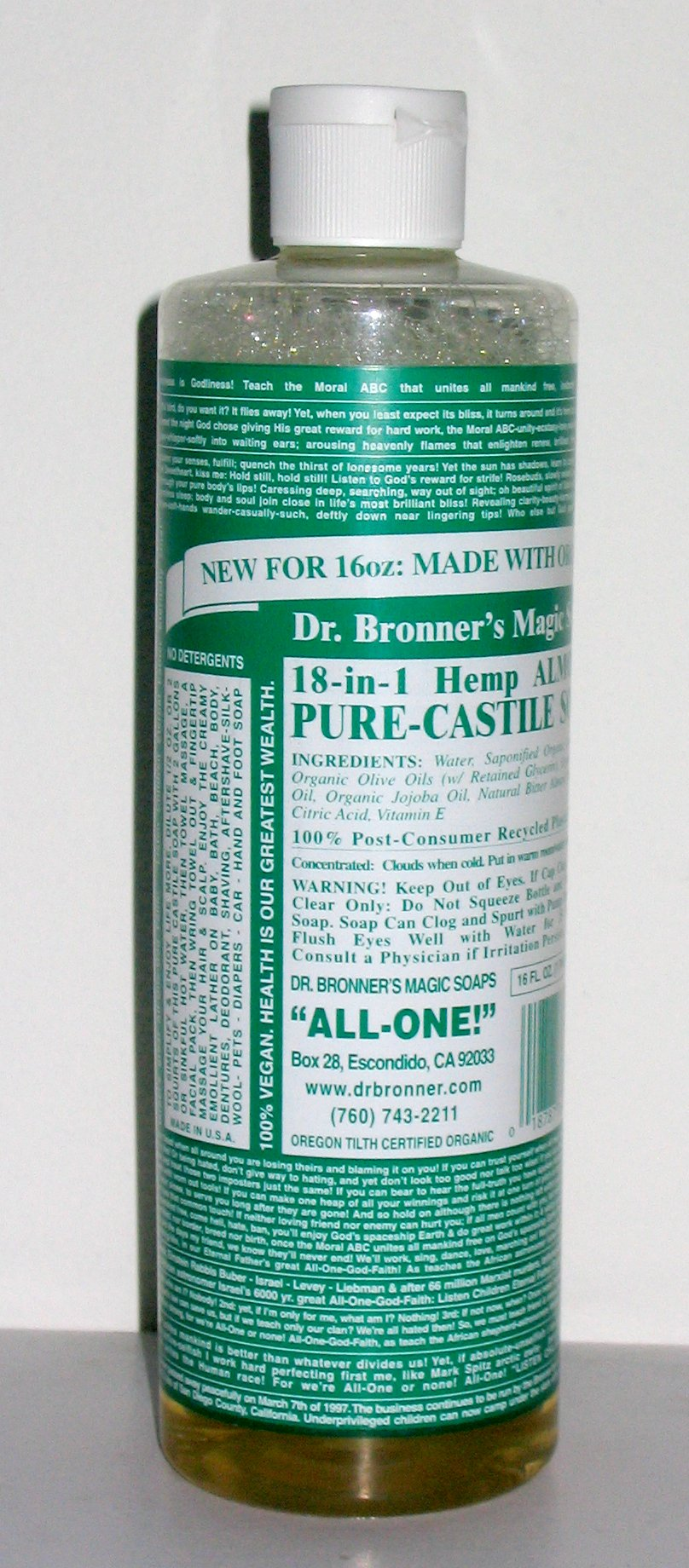
Magic Soaps